# Gnotobiose

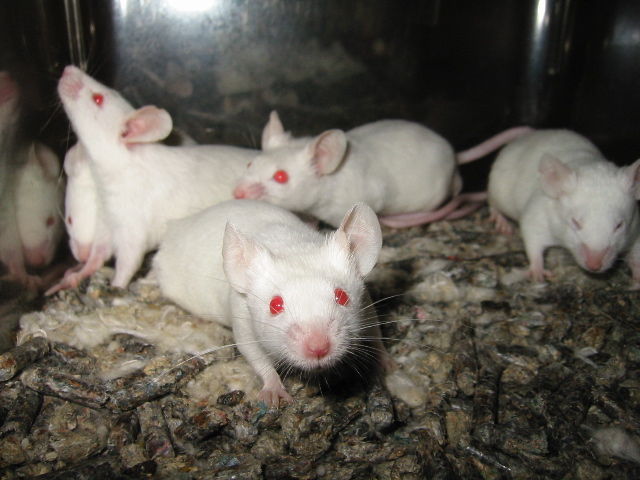
Rats de laboratoire albinos. Ils sont souvent utilisés dans les laboratoires pour effectuer des tests avec les différents composants qui y sont produits.

La gnotobiose (du grec gnostos, "connu", et bios, "vie") est une condition dans laquelle, pour un organisme donné, toutes les formes de vie présentes au sein de cet organisme peuvent être comptabilisées. Les organismes gnotobiotiques sont typiquement exempts de micro-organismes ou gnotophoriques (ayant seulement un contaminant).

## Animaux gnotobiotiques
Un animal gnotobiotique est un animal dans lequel seules certaines souches connues de bactéries et d'autres micro-organismes sont présentes. Techniquement, le terme inclut également les animaux exempts de germes, puisque l'état de leurs communautés microbiennes est également connu. Cependant, le terme « gnotobiotique » est souvent confondu à tort avec le terme « exempt de germes » (« germ-free » en anglais).
Les animaux gnotobiotiques (également appelés « gnotobiotes » ou « gnotobiontes ») naissent dans des conditions aseptiques, qui peuvent inclure l'extraction de la mère par césarienne et le transfert immédiat du nouveau-né dans un isolateur où tout l'air, la nourriture et l'eau entrants sont stérilisés. Ces animaux sont généralement élevés dans un environnement de laboratoire stérile ou contrôlé sur le plan microbien, et ils ne sont exposés qu'aux micro-organismes que les chercheurs souhaitent voir présents chez l'animal. Ces gnotobiotes sont utilisés pour étudier les relations symbiotiques entre un animal et un ou plusieurs des micro-organismes qui peuvent habiter son corps. Cette technique est importante pour les microbiologistes car elle leur permet d'étudier seulement quelques interactions symbiotiques choisies à la fois, alors que les animaux qui se développent dans des conditions normales peuvent rapidement acquérir un microbiote qui comprend des centaines ou des milliers d'organismes uniques.
Les animaux élevés dans une colonie gnotobiotique ont souvent un système immunitaire peu développé, un débit cardiaque plus faible, des parois intestinales minces et une grande sensibilité aux agents pathogènes infectieux.
Ces animaux peuvent également être utilisés dans la production animale, notamment dans l'élevage des porcs. Après la naissance par césarienne, ces animaux sont introduits progressivement dans leur microflore naturelle. Cela permet d'éviter les infections indésirables et d'accélérer la croissance.